# Sadykierz
Sadykierz [pronunciación en polaco: /saˈdɨkʲɛʂ/] es un pueblo ubicado en el distrito administrativo de Gmina Rzeczyca, dentro del condado de Tomaszów Mazowiecki, Voivodato de Łódź, en el centro de Polonia. Se encuentra a unos 4 kilómetros al norte de Rzeczyca, a 23 kilómetros al noreste de Tomaszów Mazowiecki, y a 60 kilómetros al este de la capital regional Łódź.